# Захариасевич, Франциск Ксаверий
Франциск Ксаверий Захариасевич (пол. Franciszek Ksawery Zachariasiewicz; 1 декабря 1770, Станислав — 12 июня 1845, Пшемысль, Австрийская империя) — польский римско-католический церковный деятель, Епископ Тарнувский (1.02.1836 — 13.07.1840), епископ пшемысльский (13.07.1840 — 1845), ректор Львовского университета в 1825—1826 годах. педагог, профессор, доктор теологии (1797).

## Биография
Армянского происхождения. Получил образование у иезуитов в Станиславе, а затем изучал философию и богословие во Львовском университете. Был рукоположен архиепископом львовским армянской католической церкви Я.Тумановичем в священники. Продолжил учёбу в Ягеллонском университете, в 1797 году получил докторскую степень по богословию.
С 1795 года — Викарий Армянского кафедрального собора во Львове. В 1806 году был назначен каноником.
В 1812 году перешёл из армянского обряда на латинский. В том же году император даровал ему дворянство. Прошёл инкардинацию Архидиоцеза Львова. В 1833—1834 и в 1835 году — Викарий Архидиоцеза Львова.
Читал лекции по истории Церкви в университете Львова, в 1806—1827 годах — по светскому праву. В 1800 году стал доцентом, а в 1802 году — профессором. В 1826—1827 годах — ректор Львовского университета.
В 1836—1840 годах епископ Тарнувский, а затем — епископом епископ пшемысльским (1840—1845).